# 夜巡者
《夜巡者》（俄语：Ночной Дозор；中國大陸稱作《守夜人》），哈薩克裔俄羅斯籍作家謝爾蓋·盧基揚年科於1998年出版的奇幻小說。作者以1990年代晚期的莫斯科為背景，描写了由光明使者组成的守夜人巡查队及由黑暗使者组成的守日人巡查队之间的争夺势力，恩怨纠结的故事。本書在奇幻體裁中混合推理解謎要素，光闇兩方設局鬥智，讀者跟隨主角涉入事件，逐步揭露真相，並在過程中對善惡的對立與妥協有哲理深刻的探究。
本書第一篇自己的命運於2004年改編為電影《決戰夜》，它是一部成功卖座的电影，虽然它与原著在内容上已经有很大的差别。

## 小说背景
在故事的世界观中，存在着的万物表象下神奇又危险的领域，被称为幽界。小说涉及的具有超能力人物称为[超凡人]，他们能够接触幽界，并分为巫師、女巫、变形人和吸血鬼等不同的他者类型。他者一直以来都被划分为光明超凡人和黑暗超凡人，超凡人既有天生的，也有被後天啟蒙的，而他们首度进入幽界的那一刻的心境决定了他们变成光明超凡人还是黑暗超凡人。
光明超凡人认为是他们的责任是奉献自己，帮助弱者，他们能够吸取人类的积极情感为己所用。黑暗超凡人则相反，他们认为他们能够做任何自己想要做的事，并且无视道德责任和后果，他们能够吸取人类的消极情感为己所用。数千年来，双方一直处于交战状态。双方愿意使用任何必要的手段取得胜利。但最终他们意识到，如果他们继续战斗，双方都不可能够生存下去。因此，双方的订立了契约，双方休战，并各自成立了巡查队，以监视对方的侵犯行为。光明使者成立了夜巡隊，黑暗使者成立了日巡隊，另外双方各派代表成立了大審判法庭，裁决双方的不法行为，并执行判决。
契约签署后，双方严密监视着对方的任何举动。双方领袖继续谋劃以争取上风。时间将证明哪方将取得最后的胜利。

## 架構與風格
小說各分為三篇故事－自己的命運（Destiny）、自己人裡的自己人（Among His Own Kind）和自己人裡的外人（All for My Own Kind）。每篇故事又細分八個章節，包含每篇故事開頭各自序曲與接連的七個章節。除了序曲以外，每個章節都是以主角夜巡者安東·戈羅捷茨基（Anton Gorodetsky）第一人稱觀點描寫（偶而會交錯觀點）。每章序曲所發生的事件，則是以第三人稱觀點描述，而安東在序曲裡則完全以外人角度呈現。整部小說是以過去式的方式描寫。